# Boulsa
Boulsa is een stad in Burkina Faso en is de hoofdplaats van de provincie Namentenga.
Boulsa telde in 2006 bij de volkstelling 16.753 inwoners.